# Література Великого князівства Литовського

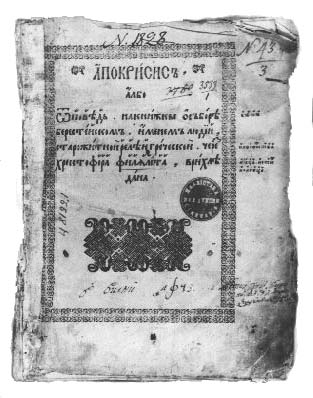
Христофор Філалет. Сторінка «Апокрисиса або відповіді на книги про Собор Берестейський». Острог, 1598—1599 року

Література Великого князівства Литовського — література, що склалася в XIV—XVIII століттях на землях Великого князівства Литовського (нинішня Білорусь, Литва, частково Україна, Росія та Польща). Багатомовна література Великого князівства Литовського розвивалася руською, старослов'янською (церковнослов'янською), польською, латинською та литовською мовами. Представлена різними жанрами — літописанням, історичними хроніками, оповідальними та описово-белетризованими формами, поезією, публіцистикою, драматургією.
Однією з особливостей літератури була поліконфесійність: поряд із релігійними православними творами існували католицькі, протестантські, уніатські. Різниця релігійних поглядів призвела до виникнення полемічної літератури, яка також дала ряд талановитих авторів.

## Витоки літератури Великого князівства Литовського
У XII—XIII століттях на території майбутнього Великого князівства Литовського літературною творчістю займалися православні ченці-книжники, серед яких найбільш відомі Кирило Туровський, Євфросинія Полоцька, Авраамій Смоленський та Климент Смолятич. Збереглася спадщина Кирила Туровського: 8 «слів» (повчань), 3 притчі, близько 30 молитов та кілька канонів. Єфросинія Полоцька переписувала та розповсюджувала книги, «писала літописи» та оригінальні твори. Наприкінці XII—XIII століть на цих землях було створено перший агіографічний твір — «Житіє Єфросинії Полоцької».
Архімандриту Авраамію Смоленському приписують «Слово про небесні сили, задля чого створена була людина», «Слово про поневіряння і страшний суд», «Сказання про заможне життя». У «Житії» Авраамія Смоленського герой вступає у боротьбу не з язичниками, а з одновірцями та духовенством. Із творів митрополита Климента Смолятича збереглося «Послання Фомі просвітеру», де тлумачаться біблійні тексти, помітне знання автором філософії Платона та Аристотеля.

## Література в XIV—XV століттях

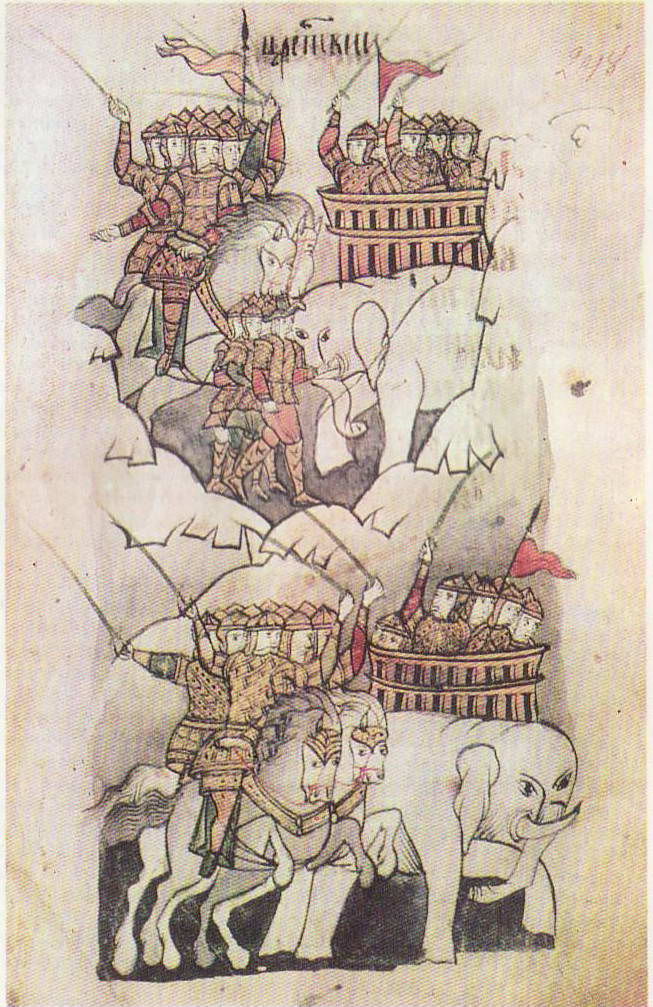
Мініатюра битви Олександра Македонського з царем Пором із роману «Александрія»

У XIV столітті у Великому князівстві Литовському мали ходіння твори канонічної літератури, житія святих, патерики, різноманітні збірки «слів». Із Євангелій, переписаних у XIII—XIV століттях, відомі Полоцьке, Лавришівське, Оршанське, Мстизьке, Друцьке. Вони свідчать про досить високу майстерність книжників в оформленні рукописів.
Загальнодержавною писемною мовою за великого князя литовського Ольгерда стала руська. Це спонукало до появи у XV столітті руською мовою таких відомих творів, як «Страсті Христові» та «Житіє Олексія, людини Божої». Подій Великого князівства Литовського стосуються Смоленський літопис другої половини XIV-початку XV ст. Хоча ці пам'ятки хронологічно лежать на межі двох епох — епохи роздробленості та епохи об'єднання в межах однієї держави, вони створені ще в руслі колишніх літературних та мовних традицій. В іншому ключі написані літописні «Чудеса святого Миколая в Лукомлі» (кінець XIV ст.).
Історико-літературні твори літописного характеру, створені в XIV—XVII століттях на території Великого князівства Литовського, на пропозицію білоруського історика Миколи Улащика названі білорусько-литовськими літописами. Це чотири окремі твори: Літописець великих князів литовських, Білорусько-литовський літопис 1446 (перший звід), Хроніка Великого князівства Литовського та Жемайтського (другий звід), «Хроніка Биховця».
Розквіт регіонального літописання свідчив про зростання історичної самосвідомості та зміцнення державності. Окремі твори, включені до складу літописів (наприклад, перший самостійний історичний твір — «Похвала Вітовту»), ознаменували зародження панегіричного жанру світського напрямку, а «Літописець великих князів литовських» — історичної белетристики. Білорусько-литовські літописи насичені легендами, переказами, вставними військовими повістями, але їхня структура інша, ніж, припустимо, в «Повісті временних літ». Порічна форма записів у них поєднується з ретроспективним поглядом у минуле, стиль літописів більш лаконічний і виразний. Вони пізніше стали джерелами історичних хронік Мацея Стрийковського, Алессандро Ґваньїні та Марціна Бєльського.
До літературних творів цього часу належить «Виклад про православну істинну віру» Спиридона, який у 1474 чи 1475 роках у Константинополі був висвячений митрополитом київським. Згідно з літописами, Спиридон підкупив патріарха і його висвятили «наказом турецького царя». Мабуть, це й спричинило, чому у Великому князівстві Литовському його не прийняли. Перша частина «Виклади» розповідає про сім вселенських соборів. Потім Спиридон пише про себе, про своє висвячення в митрополити. Автор прагне виправдати свої претензії на митрополитську кафедру та показати відданість православ'ю. Спиридон, який вже прийняв схиму і ув'язнений у Ферапонтовому монастирі, у віці 90 років написав твір під назвою «Послання про Мономахового вінця» — міркування про династію руських князів і богоявлення княжої влади.
У 1476 підскарбієм земським Великого князівства Литовського якимось «батьком Іоанном» було складено послання під назвою «Посольство до папи Римського Сиксту IV від духовенства, і від князів, і від панів руських». Його також підписали київський митрополит Мисаїл, архімандрит Києво-Печерської лаври Іоанн та інші духовні та світські особи Великого князівства Литовського. Цей твір, будучи панегіриком папі Сіксту IV, намагається протистояти спробам Риму позбавити православну церкву самостійності.
Григорій Цамблак походив із знатного волоського роду, освіту здобув у Тирновському монастирі, близько 1400 став ченцем, ігуменом сербського монастиря. У 1409 році в Києві він познайомився з великим князем Вітовтом, після чого зробив всі зусилля, щоб отримати митрополичу посаду у Великому князівстві Литовському. Новогрудський Собор західноросійських єпископів у 1415 висвятив Цамблака в митрополити київські і литовські. Але Константинополь його не затвердив. Москва теж не хотіла бачити Цамблака митрополитом. Після недовгого перебування у Вільно, Цамблак жив у Сербії, потім у Молдавії. Він написав близько 40 проповідей церковнослов'янською, відомі 26 ― це дидактичні послання, відгук на церковні свята та події релігійного життя: «Похвальне слово Євфимію Тирновському», «Яко тримають віру німці» тощо. Найцікавіший його твір — «Слово про муки Іоанна Нового в Бєлграді». Роботи Цамблака переписувалися в монастирях ВКЛ, проповідники його наслідували. Московський митрополит Макарій помістив твори Цамблака у своїй Четьї-Мінеї.
Син дрогобицького шляхтича Юрій Дрогобич-Котермак закінчив Ягеллонський університет у Кракові та згодом став ректором Болонського університету та королівським лікарем. У 1482 році на замовлення папи Сікста IV він складав астрологічне передбачення на наступний рік, і паралельно написав латиною книгу «Прогностична оцінка поточного 1483 року» (Рим), де нарівні з прогнозами затемнень, хвороб та ін. помістив відомі йому різні астрономічні відомості. Також відомі його «Трактат про сонячне затемнення 20 липня 1478 року», «Трактат із шести розділів про сонячне затемнення» (1490). Написав кілька віршів, адресованих Сіксту IV. Сприяв видання «Часослова» — першої книги руською мовою. Роботи Юрія Дрогобича були відомі в Європі, їх перекладав німецький історик Гартман Шедель, високо відгукувався професор-метеоролог Густав Гельман.
Крім оригінальної, у Великому князівстві Литовському досить активно розвивалася перекладна література. Зазвичай старослов'янською мовою перекладалися основні християнські книги (Біблія, Євангелія, списки Псалтирі), пізніше — обробки біблійних сюжетів (апокрифи, житія, повчання, послання, «слова», хроніки), потім — збірки афоризмів із Біблії та книг античних авторів, серед них найбільш відомі «Бджола», дидактичні християнські повісті «Про Акіра Премудрого», «Історія про Варлаама та Йоасафа».
Поширилися перекладні світські епічні твори: героїчна повість «Девгенієве діяння», «Сказання про індійське царство», «Повість про руйнування Єрусалима» («Юдейська війна») Йосипа Флавія. Вони були популярні аж до XVII століття.

## Література у XVI столітті

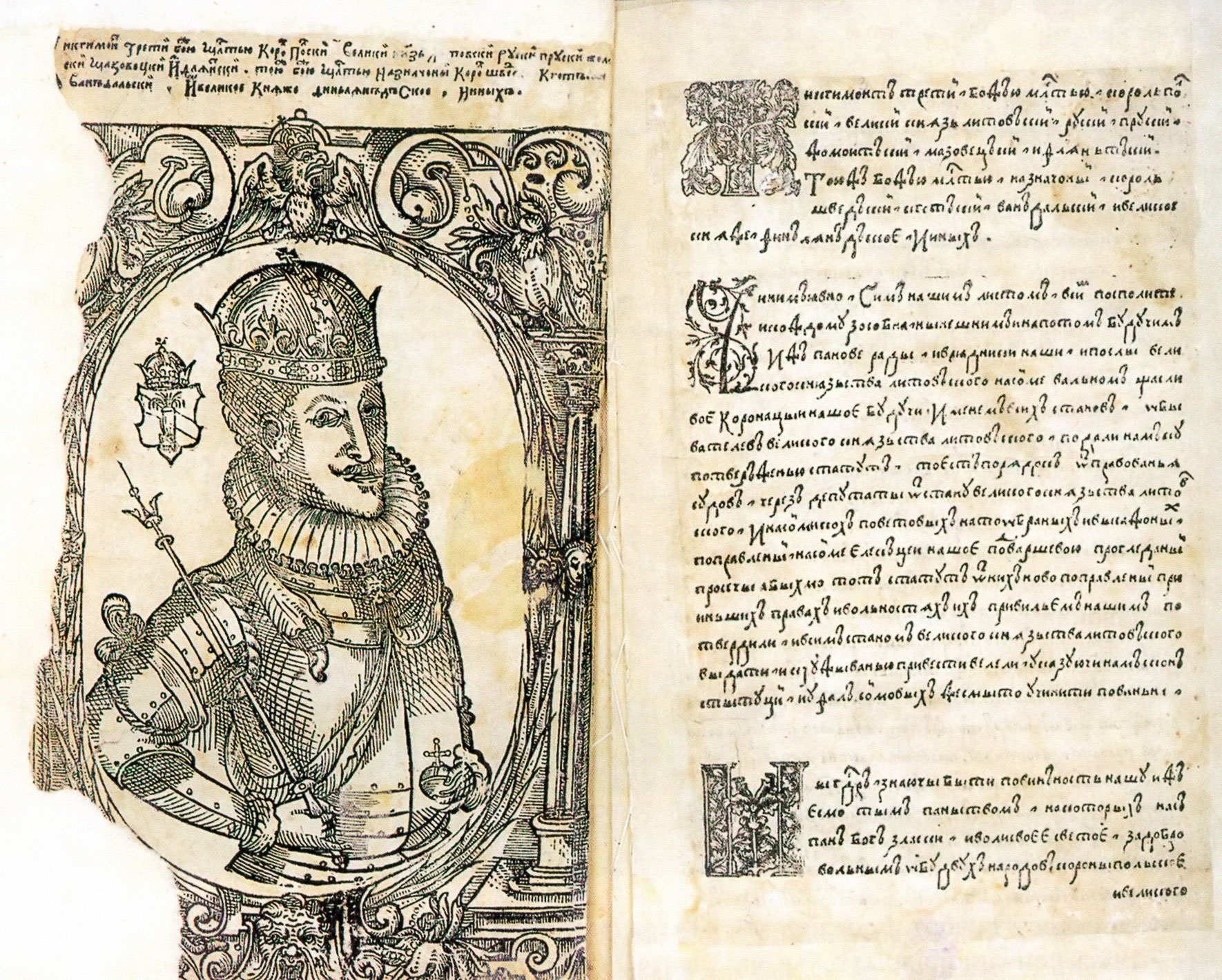
Сторінка першого видання Статуту Литовського з портретом короля та великого князя Сигізмунда ІІІ. Вільно, 1588

Новий етап літературного розвитку розпочався у XVI столітті. Він був пов'язаний із соціальними, політичними та культурними перетвореннями в суспільстві, зумовленими проникненням у Велике князівство Литовське ідей Відродження, Реформації, змінами у світорозуміння, виникненням друкарства. Культура Великого князівства Литовського, що творчо осмислювала античну та сучасну їй західноєвропейську традиції, у середині XVI століття вже могла представити яскравих письменників.
Перші книги Біблії, переведені доктором медицини з Полоцька Франциском Скориною на місцеве зведення церковнослов'янської мови, було надруковано у 1517—1519 роках у Празі, наступні книги — у 1522—1525 роках у Вільні. Лише у Празі Скоріна видав 24 книги. Він став також започаткував жанр передмов у літературі.
Цей період характеризується появою численних творів ділового призначення (грамоти, акти, листи тощо), що призвели до оформлення місцевої юридичної думки в Литовських Статутах: 1529 (одним із перших у Європі систематизованому зведенні законів з усіх галузей права), 1566 і 1588 років.

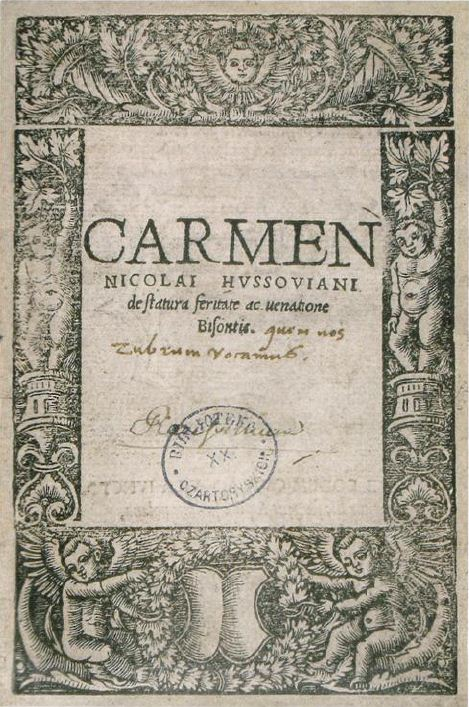
Титульний лист «Пісні про зубра» Миколи Гусовського

Одним із перших поетів-латиністів Великого князівства Литовського був Микола Гусовський, лірико-епічна поема якого «Пісня про зубра» (Carmen Nicolai Hussoviani de statura, feritate ac venatione Bisontis за світовідчуттям відрізняється ренесансним характером, а за образністю є реалістично-конкретна. Елегічний двостих поеми з внутрішніми римами (поєднання гекзаметра з пентаметром) дає багатий звуковий та ритмічний малюнок рядка. Друга, менш відома поема Гусовського — «Нова і знаменита перемога над турками в липні місяці» (Краків, 1524) — присвячена перемозі над турками під Трембовлем у 1524 році і написана ним за один день. Тоді ж у Кракові їм створено поему «Життя і діяння святого Гіацинта» (1525), написану до дня вшанування святого монаха-домініканця Гіацинта .
Перший відомий нам поет цього часу з території сучасної України — новолатинський поет Павло Русин (Павло з Кросно), який навчався у Німеччині та Краківській академії. Його творча спадщина налічує близько 4000 рядків, об'єднаних під назвою «Pauli Crosnensis Rutheni Carmina» (Відень, 1509). У свій час він був учителем Миколи Коперника. Російський вчений І. М. Голенищев-Кутузов писав, що «у книгах магістр Павло незмінно називав себе русином», польський літературознавець А. Єліч доповнювала, що він «вважав себе русином і підписувався Паулюс Рутенус».
Близько 1543 року канонік київський Ян Андрушевич написав дидактичну поему за легендою про вбивство у Вільно за князя Ольгерда 14 ченців-францисканців. Однією з перших окремих віршованих книжок були 12 двовіршів Андрія Римші латинською — «Которого ся месяца што за старых веков диело короткое описание» (1571). У цій своєрідній хроніці йшлося про 12-ти біблійних подіях, пов'язаних з певними днями (25 грудня — Різдво Христове, 6 січня — свято Трьох царів тощо). В останній чверті XVI століття вірші з'являються у збірниках Київського та Загорівського монастирів, виходить «Жалоба жебраків до Бога». Цікава його розповідь про військові подвиги князя Кшиштофа Радзивілла. Панегіричний характер має вірш Яна Пашкевича «Полська квітне лациною…», велике поширення набувають епіграми — риторично-образні прославлення магнатських гербів.
З другої половини XVI століття починають виходити перші українські вірші («пашквіль» Я. Жоравницького, 1575; вірші Герасима Смотрицького в «Острозькій біблії» (1581). З'являються лексикологічні праці — «Грамматика славенска языка» (1586), «Адельфотес» (1591) Арсенія Елассонського, «Наука ка читаню и розуменню писма словенскаго и грамматика» (1596) Лаврентія Зизанія.

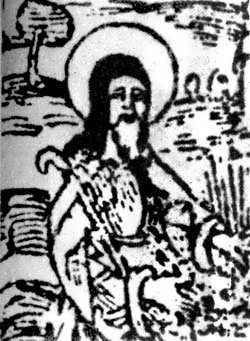
Памво Беринда

На початку XVII століття з'являються перші драматичні досліди — вірші-декламації та діалоги: «На різдво панове бога…» (1616) Памви Беринди, автора найбільшої лексикологічної праці «Лексикон словеноросський» (1627).
Згодом, з переходом східноукраїнських земель до Речі Посполитої внаслідок Люблінської унії, частина поетів стала писати польською та латинською мовами (Д. Наборовський, Соломон Рисинський). З'явилася історична проза — «Листи» оршанського старости Філона Кміта-Чорнобильського, «Щоденник» (1564) Федора Євлашовського.

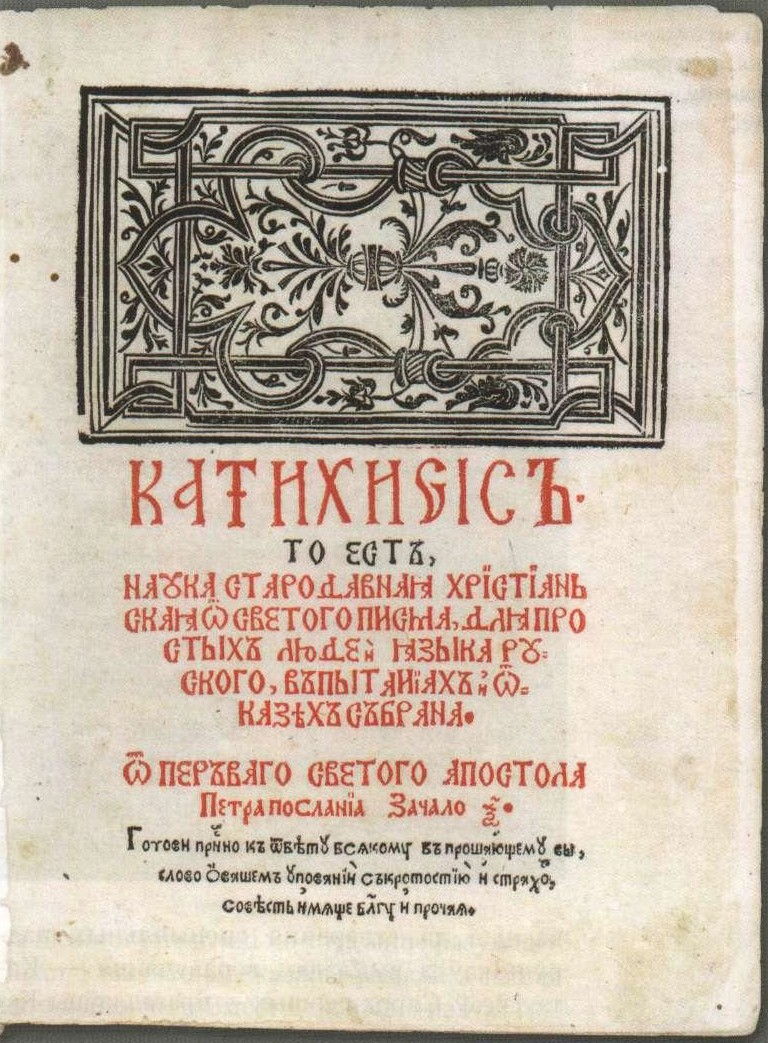
Титульний лист Катехизиса Симона Будного

Видатним діячем реформаційної течії був Симон Будний, який писав руською, польською та латинською мовами. Йому належить Катехізис (Несвіж, 1562) з антиклерикальною передмовою, переклад Нового Завіту (1574). Згідно з польським істориком Г. Мерчінгом, який зараховував Будного до польської освіти, Будний першим у світі зробив спробу всебічної критики текстів Нового завіту. Цікаві полемічні трактати Будного, у тому числі твір «Про світську владу» (1583).
Менш багата у кількісному відношенні спадщина сучасника та однодумця Будного — Василя Тяпинського. Він переклав руською мовою Євангеліє (1570-ті), у передмові до якої писав про байдужість духовенства та князів до насущних проблем країни, про їхнє зневажливе ставлення до рідної мови.
Професор Падуанського університету, а з 1555 року протестантський міністр Петро з Гоньондза брав активну участь в антитринітарських синодах, полемізував із Будним, заперечуючи церковно-теологічну та філософську схоластичну традицію, виступав проти приватної власності. За книгу «Про сина Божого, людину Христа» (Краків, 1556) його відлучили від церкви. За наказом Миколи Радзівіла «Чорного» тираж книги було знищено. Збереглися лише релігійно-полемічні твори Петра, видані в Венгруві приблизно в 1570.
У зв'язку з унією, 1570-і роки дали цікаву полемічну літературу як з боку православного духовенства, так і католицького («Про єдність церкви Божої» Петра Скарги, 1577, («Апокрісіс» Христофора Філалета, 1597; «Фрінос» Мелетія Смотрицького) «Діаріуш» Афанасія Пилиповича, 1646).
Відомо близько 60-ти полемічних творів, які можна умовно розділити на три види: до 1596 — заперечення православними письменниками ідеї церковної унії, заперечення святості папи римського; до 1620 — Берестейської унії; до війни 1648—1654 років, коли полеміка вичерпала себе: відкриті листи, полемічні трактати, памфлети церковнослов'янською, руською, польською та латинською мовами. Полеміка почалася з виходом у 1566 році книги краківського професора-єзуїта Бенедикта Гербеста «Wypisanie drogi» («Опис дороги»), де він розповідав про свою подорож до Львова та інших міст Руського воєводства та висловлював впевненість у швидкому об'єднанні католицької та православної церков на умовах Ферраро-Флорентійського собору.
Письменник і вчений Мелетій Смотрицький у полемічному творі «Тренос, тобто плач єдиної всесвітньої апостольської східної церкви з поясненням догматів віри» (1610) писав про гнану православну церкву та її нещасних парафіян — селян і міщан.
Визначним полемістом був чернець і письменник Іван Вишенський, який жив у другій половині XVI — першій чверті XVII століття. Вийшовши з Луцька, він 40 років жив в Афонському монастирі, багато подорожував. До нас дійшло 17 його творів («Викриття диявола-світлодержця», «Послання до єпископів, що пішли від православної віри», «Короткослівна відповідь Петру Скарзі» та ін.). У 1598 в Острозькій «Книзі» він опублікував послання Костянтину Острозькому та православним, написане ним від імені ченців Афона. Близько 1600 на Афоні видав «Книжку», куди увійшли «Извещение краткое», «Писание до всех обще, в Лядской земли живущих», послання князю Костянтину Острозькому та єпископам, а також «Звинувачення диявола-миродержця» та ін. У 1600—1601 рр. Вишенський видав полемічну «Короткослівну відповідь» католицькому теологу Петру Скарзі.
Ігумену Троїце-Сергієва монастиря Артемію, що втік у 1554 від царя Івана Грозного до Слуцька, належить 14 послань, написаних руським напівуставом, звернених до царя. Із 14 послань 9 спрямовані проти протестантського руху у Великому князівстві Литовському.
На мову, близьку до українського народного, Михалом Василевичем та архімандритом Пречистенського монастиря на Рівненщині Григорієм на замовлення княгині Анастасії Заславської (уродженої Гольшанської) перекладають із церковнослов'янської («Пересопницьке Євангеліє», 1556—1561), назва якого походить від містечка Пересопниця на Рівненщині. Рукописна книга оформлена орнаментом у дусі Відродження. Серед історичних хронік та оповідань вирізняється «Короткий Київський літопис» (XV—XVI ст.). При монастирях з'явилися Густинський, Острозький, Межигірський літописи.
Першою книгою литовською мовою, випущеною у Великому князівстві Литовському, став лютеранський катехізис Мартінаса Мажвідаса, виданий у Кенігсберзі (1547). У віршованому зверненні до литовців звучить заклик навертатися до християнства, користуватися рідною мовою, щоб і простий люд зрозумів суть вчення. Про це говорили і проповіді («Постілла») Й. Бреткунаса. У самій Литві перші литовські книги було видано єзуїтами. Канонік М. Даукша адаптував для народу катехізис і проповіді («Постілла Даукші», 1595), де в передмові засуджував шляхту, яка зневажає рідну мову, тому що з загибеллю мови зникне, як він вважав і литовський народ.

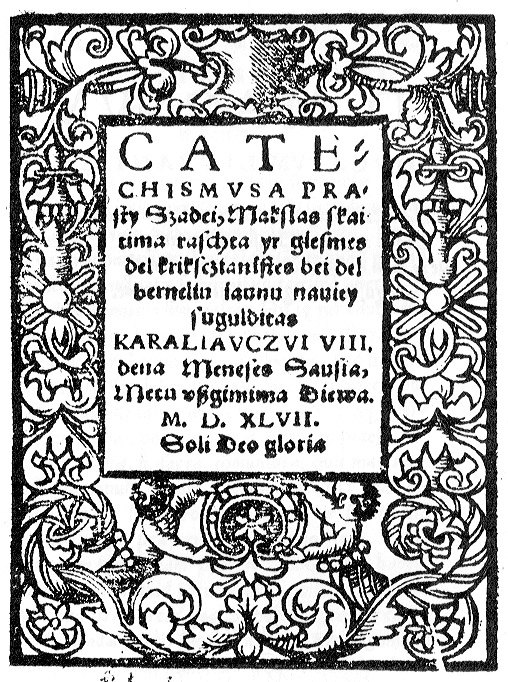
Катехізис Мажвідаса — перша книга литовською мовою

Єпископ самогітський (жемайтський) Мельхіор Гедройц ратував за збереження державності князівства після Люблінської унії, сприяв підготовці ксьондзів, які володіли литовською мовою, допомагав виданню литовських книг. Так, він випустив «Постилу католицьку» Якуба Вуєка (1599) у перекладі Мікалоюса Даукші, переклад катехизму, зроблений єзуїтом Ледесмою — «Катехізис, або наука, необхідна кожному християнинові», 1595. Відомий один власний твір Гедройця: «Елегія на смерть Катерини Волович» (Elegia in mortem Catharinae Wolowicz, Regiomonti, 1561).
Секретар королів Сигізмунда Августа, Стефана Баторія та Сигізмунда Вази правознавець Андрій Волан відомий як блискучий полеміст-протестант. Імовірно, він, полемізуючи зі Станіславом Оріховським, захищаючи Миколу Радзивіла Рудого і протестантів, випустив латинською твір «Розмова поляка з литвином» («Rozmowa polaka z litwinem»), за яким слідує ціла низка полемічних праць, в основному з богословських питань. Із них можна виділити «Про щасливе життя, або найвище людське добро» (Вільно, 1596). Волан брав участь у багатьох диспутах, полемізуючи з А. Поссевіно, Скаргою. Він автор близько 40 творів латиною — політичних, правових трактатів, богословських праць проти католиків-єзуїтів, послань, проповідей. Роботи Волана виходили у Вільно, Кракові, Данцигу. Цікаво його твір «De politica hominum societate» (1572), де розглядаються питання рівності станів. Роботи Волана були внесені католицькою церквою до «Індексу заборонених книг». Ім'ям Андрія Волана названо вулицю у Вільнюсі.
Згаданий вище перекладач Біблії польською мовою, автор і упорядник релігійних текстів, єзуїт Якуб Вуєк був ректором Віленської єзуїтської академії. Відомі його проповіді, видані у Кракові та Познані. Автор першого католицького польського перекладу Біблії, схваленого папою Климентом VIII.
Український «Демосфен», як його називали, філософ Станіслав Оріховський (Роксолан) випустив працю «Напуття польському королю Сигізмунду Августу», потім книгу про православне хрещення («Baptismus Ruth»), яка доводила, що особливої різниці між православ'ям і католицтвом немає.
Професор Віленської єзуїтської академії, польський філософ та богослов Мартін Смиглецький відомий як активний полеміст Великого князівства Литовського. Українець за походженням, він у Римі вивчав теологію та філософію, був ректором низки єзуїтських навчальних закладів. М. Смиглецький був затятим противником аріанства. За своїми лекціями, читаними у Віленській академії, він написав двотомну працю «Логіка» (1618), де, спираючись у міркуваннях на думки Фоми Аквінського, аналізував «Логіку» Арістотеля. Ця робота Смиглецького неодноразово перевидавалася і мала велику повагу у теологів. Смиглецький написав також роботу про економіку — «Про лихварські відсотки» (Вільно, 1596), польською мовою, розраховану на широке коло читачів. Тут він розглядав кріпацтво як пережиток рабства, несумісний із християнською мораллю. Що стосується безпосередньо лихварства, то він його визначав як гріх. Відомий новогрудський диспут Смиглецького з поетом та філософом Юзефом Доманевським, який настільки наблизився у своїх міркуваннях до атеїзму, що його виключили із соцініанської громади. Польською та латиною в Любчі надруковані у 1620—1623 pp. морально-повчальні вірші Доманевського «Життя сільське та міське», «Застереження…» та ін.

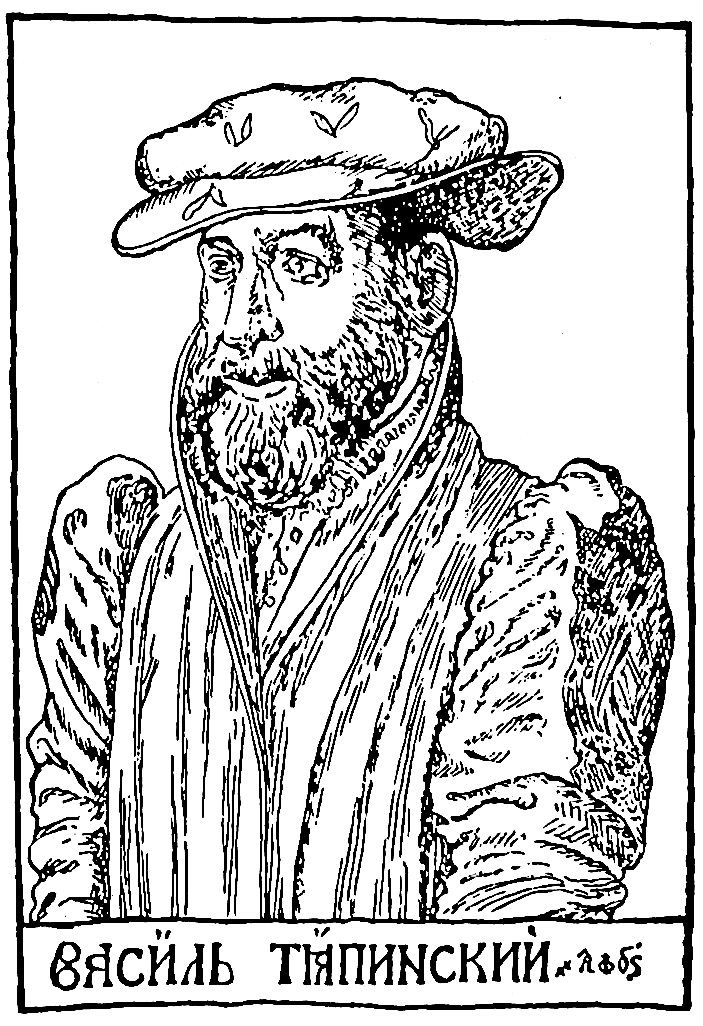
Василь Тяпинський

Настоятель приходу в містечку Лабгува (нині Полєськ у Калінінградській області), а потім кенігсберзький пастор Йонас Бреткунас — один із основоположників литовської літератури, перекладач Біблії литовською мовою. Склав хроніки Східної Пруссії (Chronicon des Landes Preussen, 1578—1579), що збереглися неповністю. Перекладав твори німецьких протестантських теологів литовською мовою, в 1589 видав книгу церковних піснеспівів, пісняр із нотами, перший литовський молитовник. Найголовніша його робота — книга оригінальних та компіляційних проповідей (майже 1000 сторінок) «Постілла» «Postilla, tatai esti Trumpas ir Prastas Ischguldimas Euangeliu, sakamuiu Baszniczoie Krikschonischkoie» (1591). Проповіді литовською вплинули на розвиток литовської мови, особливо на її писемну структуру.
Михайло Литвин (імовірно — Михайло Тишкевич), посол ВКЛ при дворі кримського хана, залишив у 1548—1551 роках записки «Про звичаї татар, литовців та москвитян» («De moribus tartarorum, lituanorum et moscorum»), видані в Базелі в 1615 році. У них він нарікав на падіння звичаїв, критикував деякі церковні обряди, недоліки управління державою. Російський переклад записок із паралельним латинським текстом видано М. В. Калачовим в «Архіві історико-юридичних відомостей, які стосуються Росії» (СПб., 1854, т.д. II).
Ректор аріанської школи в Ів'є Ян Намисловський випустив у Лоску підручник з логіки «Посібник для оволодіння вченням Арістотеля» (1586), у якому відкидав божественність Ісуса Христа, у 1589 в нього вийшла збірка віршів-афоризмів повчального характеру «Сентенції, необхідні у громадському житті». У 1592 польською мовою видав роботу «Анатомія і гармонійність християнської людини», у 1597 «Звернення до братів-євангелістів», де закликав кальвіністів до союзу з аріанами у протидії католицькій реакції. У 1598 році випустив полемічну роботу «Каталісіс», спрямовану проти кальвіністської шляхти.
Віленський війт, секретар королівський Августин Ротундус, активний прихильник незалежності ВКЛ від Польщі, брав участь у редакції Статуту Литовського. Йому приписуються латиномовні твори «Литовська хроніка чи історія» та «Коротка історія литовських князів» в одному з екземплярів третьої редакції Статуту. У них викладається версія походження великих князів литовських від давньоримського патриція Палемона, міститься заклик відновити використання латині як справжньої мови литвинів.
Христофор Філалет — церковно-релігійний діяч і письменник ВКЛ, автор видатного твору полемічної літератури «Апокрісіс» (1597), спрямованого проти Брестської унії та написаного у відповідь на книги її апологетів П. Скарги та І. Потія. Припускають, що під ім'ям Фалалета виступав волинський протестант Мартін Броневський. «Апокрісіс» (грецькою відповіддю) вийшов під псевдонімом, ― мабуть, автор побоювався переслідувань. Автора не виявили, але книгу, незважаючи на бажання анонімного автора вберегти її від вогню людської злості, спалили. Збереглося кілька екземплярів. Мета книги ― «показати нагу невинність, а протилежного боку злочинність», показати неправду «в нинішньому, а тим більше в майбутніх століттях, які неупереджено судитимуть про речі, загородитимуть уста противникам, які, якщо не відповідати їм на наклеп, знайдуть собі в цьому привід тріумфувати». Уже назва першої частини книги показує, наскільки сміливим і рішучим є автор ― «Про соборні діяння в Бресті духовних і світських осіб древньої грецької віри та про злочин митрополита київського і владик володимирського, луцького, полоцького, пінського і холмського, від яких відстали ті особи». Третя частина — «Про монархію чи єдиновладдя римських пап» — заперечує право на єдиновладдя папи римського: досить сміливе твердження на ті часи. Анонімний автор назвав у передмові свою книгу кісткою, якою уніати подавляться. Справді, реакція була бурхливою: «Автор Апокрисіса наповнив свою книгу таким безліччю непристойних і хибних речей, що і сам диявол, вилізши з пекла, не зміг би скласти більшої неправди» .
У XVI столітті у Великому князівстві Литовському з'явилися в західноруській обробці «Повість про Бова», «Оповідь про Мамаєве побоїще», «Сказання про турівського ченця Мартина», «Літописна повість про чернечий постриг княгині Рогніди, дочки полоцького князя Рогволода». Тоді ж руською мовою стали перекладатися західноєвропейські романи, наприклад, що збереглися в Літописі Красинського («Книга про Таудала лицаря», XII ст.), «Повість про Трищана та Іжота» ― популярна в європейській літературі легенда про Трістана та Ізольда, роман «Александрія», «Повість про Трою», «Повість про Атілу», «Сказання про Сівіллу-пророчицю» — про прихід Христа у пророкуваннях Сівілли, «Історія Варлаама та Йосипа» в редакції Симеона Полоцького, «Шестикрил» — астрономічна книга Еммануеля Бен-Якоба, «Логіка» Маймоніда Аль-Газалі, арабського вченого X століття. «Хроніка всього світу (Kronika wszystkyego swyata)» Марціна Бєльського, яка вийшла в Польщі в 1564 році, десь між 1564 і 1572 роками також перекладена на руською мовою, з якої в 1584 році був зроблений російський переклад.
До літописних творів зазвичай відносять «Хроніку Биховця», що належить до третього зводу литовсько-білоруських літописів, вона створена в 1550—1570-х роках у районі Новогрудок-Слуцьк. Знайдено у бібліотеці гродненського поміщика О. Биховця, звідси й назва. Починається хроніка з князя Палемона і закінчується розгромом кримських татар під Клецьком (1506). У Хроніці звеличується князь Вітовт, його роль військових битвах. Польща підноситься як ворог Великого князівства Литовського.
Наприкінці XVI-початку XVII століття створено Баркулабівський літопис. Є припущення, що її автором був «мешканець білоруського містечка Баркулабово і належав до православного духовенства». Він записував «відоме йому як очевидцю чи сучаснику; причому включав у свою хроніку і записки інших очевидців або універсали, листи та тощо».

## Література в XVII—XVIII століттях

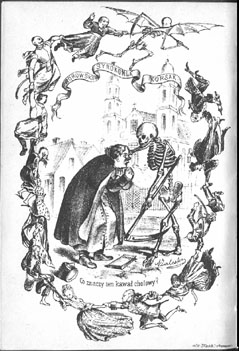
Ілюстрація з книги віршів Юзефа Баки, підготовленої В. Сирокомлею у 1885 р.

Духовне життя другої половини XVII-початку XVIII століття характеризувалася культурним відступом: забували надбання епохи Відродження та Реформації, в науках та освіті стали домінувати схоластика та релігійна нетерпимість. Усе це стало визначальними принципами контрреформації. Проте умови розвитку культури ВКЛ XVII—XVIII століть визначили її специфічну межу — полілінгвістичний характер. Уродженці Великого князівства Литовського писали латинською, польською, часто німецькою та французькою мовами, але їх твори, позиція автора залишалися духовно близькими до місцевих витоків.
Контрреформація вплинула на шляхетську культуру ВКЛ, і особливо на літературу та мистецтво. Реформація, борючись за «дешеву церкву», відмовлялася від зовнішньої та внутрішньої прикраси храмів. Контрреформація прагнула величі і помпезності, впливу на почуття віруючих синтезом різних видів мистецтва — архітектури, живопису, скульптури, музики, публічних театралізованих видовищ. Під час урочистих богослужінь, театралізованих ход і уявлень все було підпорядковано єдиній меті: схилити людину до думки про марність земного життя на користь життя небесного. Панівним художнім стилем епохи контрреформації було вишукане бароко. Література перебувала в перехідному етапі від середньовічного стану до художніх форм та ідей нового часу. Не розвиватися вона не могла, нехай і відмирали з часом жанри літописання, полемічної та житійної прози, панегіричне віршування, але народжувалися пісенно-інтимна лірика, гумористична та пародійно-сатирична поезія, інтермедія тощо.

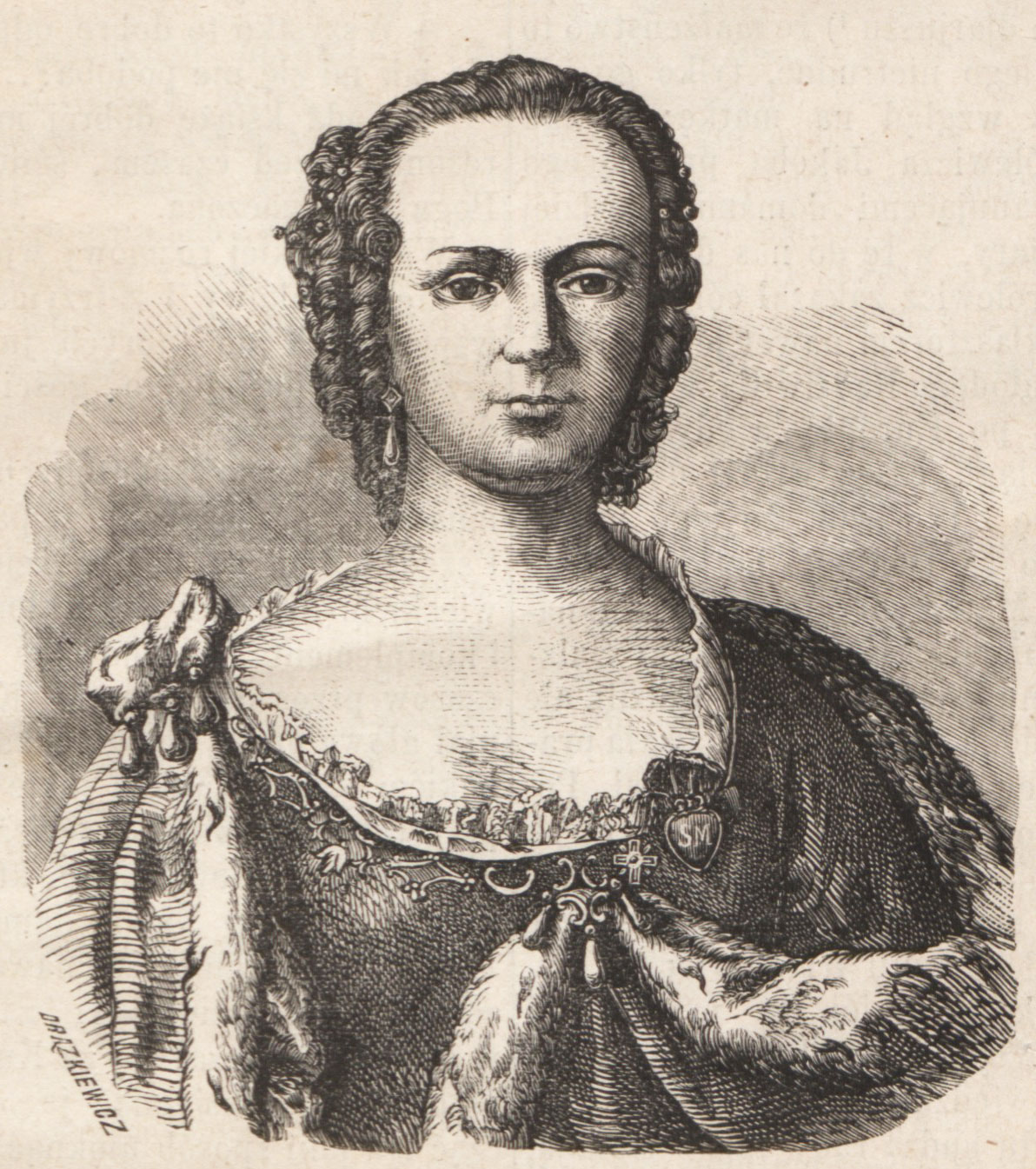
Франциска Урсула Радзівіл. Невідомий художник

Літературне життя Великого князівства Литовського XVII—XVIII століть було тісно пов'язане з літературним життям Речі Посполитої взагалі, і було, певною мірою, його доданком (хоч і диференційованим). Через Варшаву, Краків та Вільно приходили нові західноєвропейські течії, нові віяння. Література ВКЛ другої половини XVII — середини XVIII століття розвивалася переважно під впливом європейського бароко. Для писемності цієї пори характерні різні ідейні та стильові тенденції, різні «штилі» — високий, який відповідав запитам еліти суспільства, середній з орієнтацією на смаки середньої та дрібної шляхти, городян, і низький — народний. Між цими трьома верствами йшло взаємне проникнення художніх форм. Одними з найбільш значних представників тогочасної літератури були Симеон Полоцький та Андрій (Ян) Білобоцький. Саме їх творчість стимулює становлення російської силабічної поезії та поширення ідей бароко у духовному житті.
У XVII столітті з'явилося багато мемуарів (Діаріуші) С. та Б. Маскевичів, Обуховичів, А. Кам'янського-Длужика, Афанасія Филиповича, спогади Я. Цадровського, С. Незабитовського, записи про військові походи Я. Сапіги тощо. Відродився жанр проповіді (у творчості Стефана Зізанія, І. І. Потія, Леонтія Карповича, М. Смотрицького). Успішно розвивалася ораторська проза світського спрямування (промови великого гетьмана литовського Г. Ходкевича, Л. Сапіги).
Цінними джерелами культури, побуту та політичного життя Великого князівства Литовського стали міські хроніки, з яких найбільш цікавими є Могильовська хроніка (Хроніка Сурти-Трубницьких) та Вітебський літопис. Могильовська хроніка складалася протягом кількох років різними людьми, почав її у 1693 році могилівський купецький староста Трохим Сурта, продовжили регент Юрій Трубницький, його діти та онуки. Окрім власних спостережень, автори використали тексти літописів, документи могильовського архіву, свідчення очевидців, літературні твори у першій половині XVIII століття. Написана в основному польською, частина російською.
У 1768 році, на основі місцевого літопису Михайла Панцирного про події 896—1709 р.р. та записів Чарновських, мешканцем Вітебська Стефаном Аверкою складено польською мовою так званий Вітебський літопис (Літопис Панцирного-Аверки; польськ. Dzieje miasta Witebska). Її зміст — короткі порічні записи-повідомлення, взяті в основному з польських хронік, — історичні події Польщі та Великого князівства Литовського, цікаві відомості про військові події кінця XVII-початку XVIII століть. Дано списки вітебських воєвод, членів магістрату.

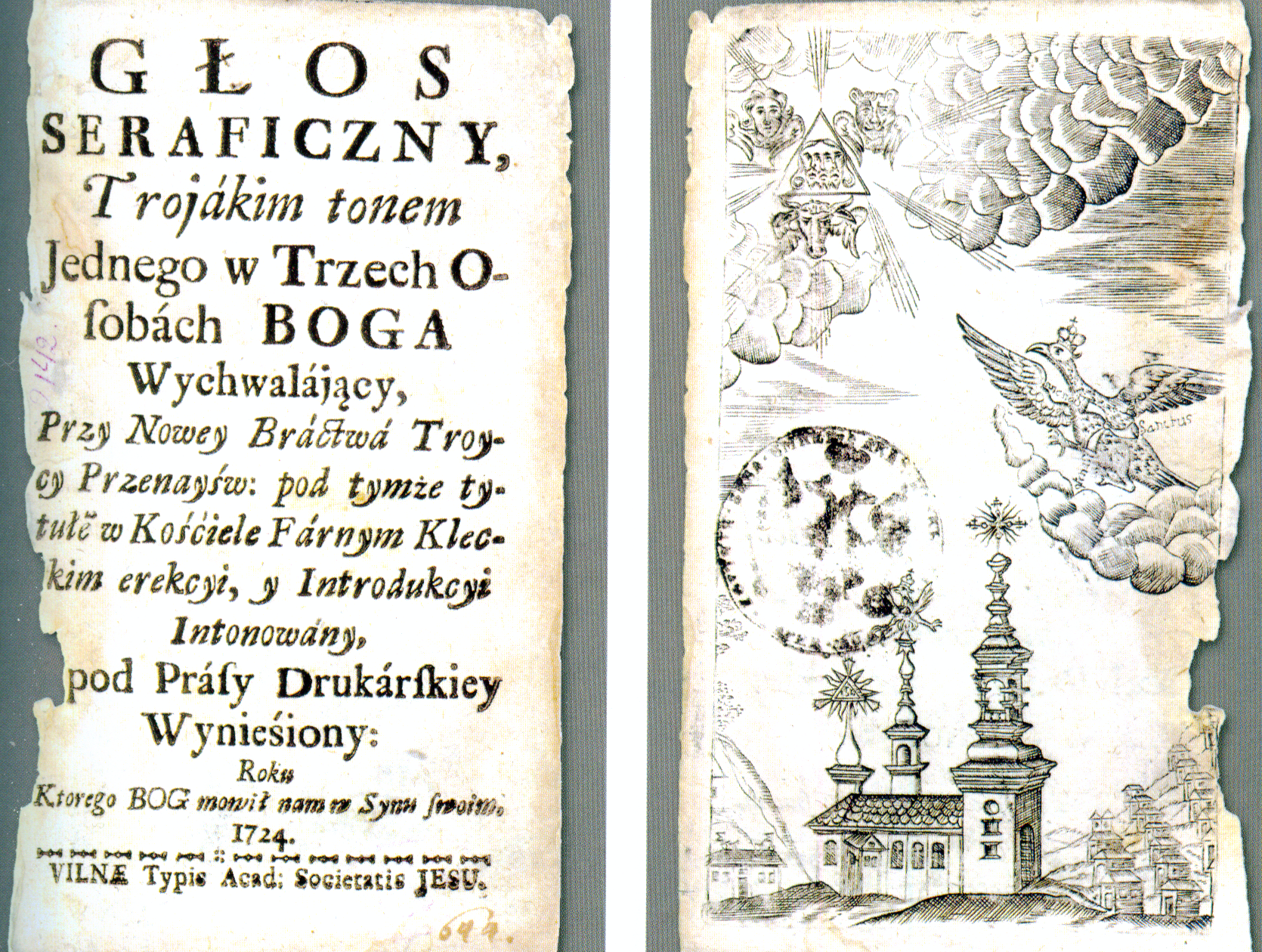
Книга Міхала Залесського «Glos seraficzny…» з посвятою новогрудському воєводі Яну Радзивіллу. Титульний аркуш і гравюра з алегоричним орлом над галявинським костелом. Вільно, 1724

У першій половині XVII століття з'явилися сатиричні твори: в анонімній «Речі Мелешки» та «Посланні до Обуховича» викривалися звичаї магнатів, які опинилися під польським впливом після Люблінської унії, що оформила утворення федеральної держави Речі Посполитої, та Брестської унії. Виникло безліч соціально-побутових казок, зразків пісенної лірики, тобто бароко синтезувало середньовічні та ренесансні традиції, літературні та фольклорні витоки. У літературі відбувалася демократизація героя, стилю, особливо в інтермедіях (вставки між актами шкільної драми, багатоактна «Комедія» К. Марашевського, 1787), поставлена в Забельському домініканському колегіумі.
Ректор Віленської академії єзуїт Альберт (Войцех) Віюк-Коялович, окрім ряду полемічних творів, звернених до кальвіністів, та богословських трактатів, залишив низку творів з історії Литви та Західної Русі, які становлять інтерес і зараз. Основна його праця — «Історія Литви». Для автора «Історія Литви» — це історія незалежного Великого князівства Литовського до Люблінської унії. Коялович представляє ВКЛ як державу, що належить до західноєвропейської спільноти. Власне, книга це концепція державного патріотизму.
Федір (Теодор) Євлашовський із шляхетського роду герба Сокира був підсудком у Новогрудку, обирався від новогрудської шляхти до варшавського сейму, був одним з авторів «Трибуналу Великого князівства Литовського» ― кримінального кодексу ВКЛ. Його щоденник-спогади (1603—1604), написаний руською мовою з помітним впливом польської, — цінне джерело відомостей про політичне життя, історію та побут шляхти Великого князівства Литовського другої половини XVI століття. Це один із найраніших мемуарних східноєвропейських творів. Щоденник виявив та опублікував у 1886 році з передмовою у «Київській старовині» історик В. Антонович. Євлашовському приписується авторство терміна «Золота доба білоруської історії», про перші сімдесят років XVI століття. Уже в наш час український письменник Юрій Щербак захистив за «Щоденником» кандидатську дисертацію. Як він зазначає в авторефераті, "детальний джерелознавчий аналіз щоденника, дослідження світоглядних позицій автора являє особливу цінність для вивчення ментальності та світогляду людини зламу середньовіччя, а також початків мемуаристики на території Великого князівства Литовського і Речі Посполитої, як перших проявів артикульованого самоусвідомлення «его».
Виходець із новогрудської шляхти Юзеф Бака навчався у Віленській академії, викладав у єзуїтських колегіумах Великого князівства Литовського, доктор богослов'я. Писав латинською та польською мовами, видав кілька книг духовної прози та дві книги віршів (1766). Вірші вважалися сучасниками просто безглуздими. Але після перевидання їх Владиславом Сирокомлею в 1855 році, визнання Баки з кінця XIX — початку XX століть зростало від десятиліття до десятиліття. Нині Юзеф Бака вважається у Польщі найкращим поетом пізнього бароко. Про творчість Бака писали Чеслав Мілош, Станіслав Грохов'як, Ярослав Марек Римкевич. Його порівнюють із Джоном Донном та іншими англійськими поетами-метафізиками.
Княгиня Франтішка Урсула Радзівіл — перша письменниця у Великому князівстві Литовському. Вона написала близько 80 віршів, 16 повчальних трагедій і комедій польською та французькою мовами, 17 лібрето для несвізького домашнього театру. В одних п'єсах вона говорила про необхідність освіти, в інших засуджувала невірних чоловіків, але домінуючою темою було кохання. Твори Франтішки Радзівіл опубліковані окремою книгою лише після її смерті, ставши для нащадків цінним історико-літературним документом Великого князівства Литовського.